# Dax Griffin
Dax Griffin (Atlanta, 22 marzo 1972) è un attore statunitense.

## Biografia
Nel 1995 si è laureato all'Università dell'Alabama in business marketing e vive da single a Los Angeles. Prima di approdare a Beautiful nel 2006 nel ruolo di Shane McGrath ha interpretato numerosi ruoli. La sua prima interpretazione è Tim Truman nella serie tv Sunset Beach (1997), nel 1999 ha interpretato Nicky Vann in Pacific Blue, nel 2001 ha lavorato per CSI - Scena del crimine.
Nel 2015 ha interpretato sul grande schermo Henry Pym da giovane per il film Marvel Studios Ant-Man, diretto da Peyton Reed.

## Filmografia parziale

### Cinema
- Cambio vita (The Change-Up), regia di David Dobkin (2011)
- Ant-Man, regia di Peyton Reed (2015)
- Ant-Man and the Wasp, regia di Peyton Reed (2018)

### Televisione
- Sunset Beach - serie TV, 248 episodi (1997-1999)
- Pacific Blue - serie TV, 2 episodi (1999)
- CSI - Scena del crimine (CSI: Crime Scene Investigation) - serie TV, 1 episodio (2001)
- Firefly - serie TV, 1 episodio (2002)
- Streghe (Charmed) - serie TV, 1 episodio (2005)
- Beautiful (The Bold and the Beautiful) - serie TV, 54 episodi (2006-2007)
- The Vampire Diaries - serie TV, 1 episodio (2010)
- Revolution - serie TV, 1 episodio (2013)

## Doppiatori italiani
Nelle versioni in italiano delle opere in cui ha recitato, Dax Griffin è stato doppiato da:
- Nanni Baldini in CSI: Miami
- Edoardo Stoppacciaro in CSI: NY